# Muç Miquel

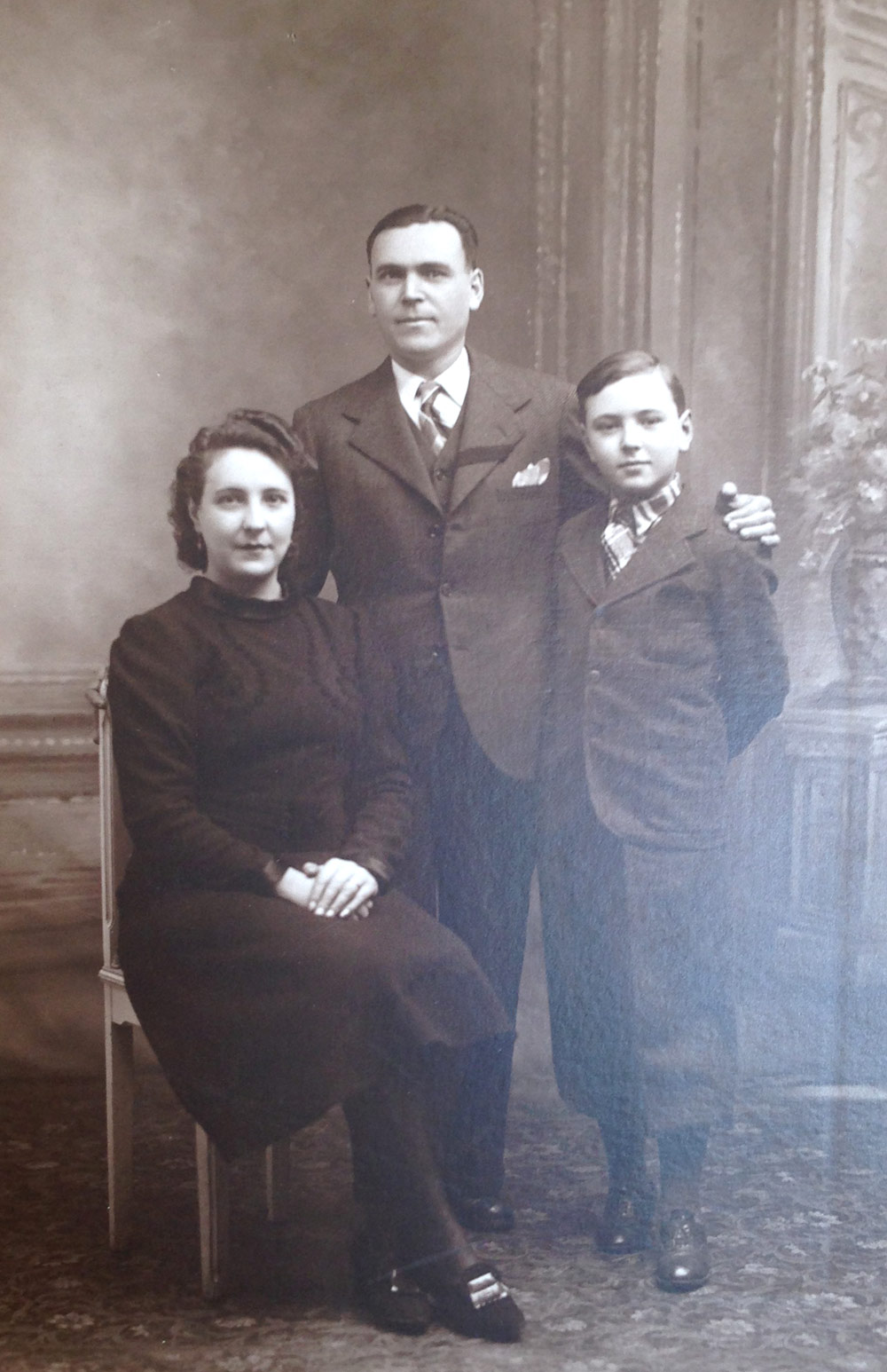
La família de Muç Miquel: Maria, Muç i Robert.

Muç Miquel Serret, més conegut amb el nom i el cognom invertits i castellanitzats, Miguel Mucio (Les Corts, Barcelona, 3 de desembre de 1902 - Lübtheen, 27 de maig de 1945) va ser un ciclista català que va córrer durant els anys 20 del segle xx.
En el seu palmarès destaquen dues edicions de la Volta a Catalunya, la del 1924 i 1925, sent el primer ciclista que aconseguia dues victòries a la Volta, i el Campionat d'Espanya de ciclisme en ruta de 1927.
Quan es retirà, marxà a viure a Perpinyà, on fou membre de la Resistència francesa. Fou detingut per la Gestapo i deportat al camp de concentració de Neuengamme. Un cop alliberat el camp, va ser ingressat a un hospital de Lübtheen perquè estava massa dèbil, on moriria enverinat pels nazis que encara el custodiaven pocs dies després de l'alliberament del camp.

## Biografia
Neix el 12 de març de 1902 a l'antiga vila de les Corts, Barcelona, on el seu pare exerceix de vigilant nocturn. Als 5 mesos, queda orfe de pare i mare, i per tant, no arriba a conèixer els seus pares.
La tutela recau en la seva tieta que viu a Vila-seca, Tarragona. En Muç hi va viure fins al 16 anys, i hi treballà d'agricultor.
La duresa del camp li va permetre construir una certa resistència física que més endavant li permetrà guanyar les carreres ciclistes.
En una data desconeguda i per motius desconeguts, en Muç Miquel va anar a viure a Perpinyà (Catalunya Nord), on es converteix en mecànic en una botiga de bicicletes.
Va ser durant aquest període quan va descobrir el ciclisme de competició i va realitzar la seva primera cursa regional. Sense voler convertir-ho en una passió o una feina al principi, comença a entrenar-se seriosament i guanya les seves primeres curses. Va participar en diversos esdeveniments a l'estat espanyol i francès, però la seva carrera no va aflorar realment fins al 1923, gràcies, al cinquè lloc que va obtenir a la Volta Catalunya.

## Carrera professional
Muç Miquel es va donar a conèixer al públic el 1923 quan va guanyar el Campionat català de ciclisme i també va acabar cinquè a la Volta Catalunya, guanyada aquella edició pel ciclista francès Maurice Ville.
És probable que la seva inexperiència en les principals competicions ciclistes i el seu temperament impetuós li impedeix obtenir un millor resultat en aquesta prova, que era en aquell moment la major cursa catalana i espanyola de l'època.
Tanmateix, l'home que Maurice Ville descriu com a valent i intel·ligent, agafà en aquesta ocasió l'experiència que aprofitarà per a l'any següent, tot i que el mateix any acabaria tercer el Campionat d'Espanya. Les seves actuacions li van obrir les portes a l'equip de la Unió Esportiva de Sants, que li va oferir un contracte professional per a la temporada següent mentre ell competia individualment.
L'any 1924 va acabar novè a la Volta al País Basc i tercer a la Volta a Vitòria. També és sisè al campionat d'Espanya de ciclisme de carretera i obté la victoria a la Volta de Catalunya.
En Muç aprèn dels seus errors de la temporada anterior, va canviar la seva manera de córrer i va estalviar la seva força per aconseguir-ho, després de guanyar dues etapes i portar el "mallot" de líder, de principi a fi. Durant aquesta edició, va marcar el rècord de velocitat mitjana de la Volta (26,3 km/h). Les seves actuacions combinades amb les dels seus companys també permeteren que l'equip de la UE Sants guanyes la classificació per equips d'aquesta cursa (Volta a Catalunya). A més, com a guanyador, va obtenir un luxós Citroën de dues places.
La temporada del 1925, va guanyar per segona vegada consecutiva la que seria la 7a Volta a Catalunya. Igual que l'edició anterior, va guanyar la primera etapa de la cursa i portà el mallot de líder des del principi fins al final de l'esdeveniment. A l'arribada de Barcelona, va superar a Jaume Janer, el segon (i guanyador de tres etapes a l'esprint) en més de cinc minuts. El tercer de la classificació, Teodor Monteys, va quedar relegat a 10 minuts. Aquest triomf li va permetre adquirir una certa popularitat i convertir-se en un corredor popular sovint ovacionat pel públic. El corredor també va pujar al segon graó del podi a la Volta de Cantàbria i al Gran Premi Opel.
El 1926, el ciclista català va canviar de formació i es va incorporar a la Unió Esportiva Sant Andreu. Va estar al capdavant de la classificació general de la Volta de Catalunya fins a la tercera etapa, on la jove promesa del ciclisme Marià Cañardo li robaria la primera posició. En l'última etapa de la cursa, la que anava de Sant Feliu de Guíxols a Barcelona, seria el corredor francès Victor Fontan, qui obtindria la primera posició relegant a la segona posició en Muç, en una etapa on a Barcelona hi havia cent mil espectadors. En Muç Miquel assoleix algunes actuacions honorables durant aquesta temporada, ocupant el segon lloc a la Volta Astúries, novè a la Volta al País Basc i Gran Premi de Biscaia . Tot i això, també va guanyar curses menys prestigioses com, per exemple, el Gran Prix d'Ulldecona.
El 1927, fitxa per la secció de ciclisme del Futbol Club Barcelona on compartia equip amb un rival directe, en Marià Cañardo, amb qui va acabar-hi enfadat. Aquell any, va guanyar el memorial William Tarin, el títol de campió d'Espanya de ruta i la 3a edició de la Volta a Astúries, i tercer del Gran Premi de Biscaia.
A principis de 1928, es va incorporar a la formació francesa Dilecta-Wolber amb altres corredors com Luciano Montero. Va conèixer els germans Pélissier (Henri, Francis i Charles) que també eren membres de l'equip. El 28 de gener d'aquell mateix any, es va casar a Perpinyà amb Marie Gubert. La seva primera victòria amb els seus nous colors, va ser guanyant la Clàssica d'Ordizia i va acabar segon a la Volta a Catalunya, després de vestir, un cop més, el mallot blanc amb ratlles verdes al capdavant de la classificació general durant diverses etapes.
També va obtenir bons resultats a la clàssica als Ports de Guadarrama, que el va veure acabar cinquè o el campionat d'Espanya per carretera, que va acabar en la sisena posició. Tot i això, només va acabar el vint-i-tresè a la Volta al País Basc, a més de dues hores i vint-i-vuit minuts del guanyador, el belga Maurice de Waele.
En Muç tanca la seva carrera professional a finals del 1929. El corredor ha passat a la posteritat a Catalunya, al convertir-se en el primer ciclista a guanyar la Volta de Catalunya dues vegades seguides, també és un dels deu campions catalans que ha guanyat aquesta cursa des de la seva creació (l'últim és en Joaquim Rodríguez el 2014). Si tenim en compte per ordre cronològic, en Muç és el quart corredor català en guanyar aquesta cursa després de Sebastià Masdeu (1911), Josep Magdalena (1912) i Joan Martí (1913). També s'hi ha de recordar que Marià Cañardo, el corredor català, d'origen navarrès, va continuar la sèrie guanyant-la set vegades entre el 1928 i 1939, cosa que constitueix tot un rècord.

## Retirada del ciclisme, activisme polític i mort a un camp de concentració nazi

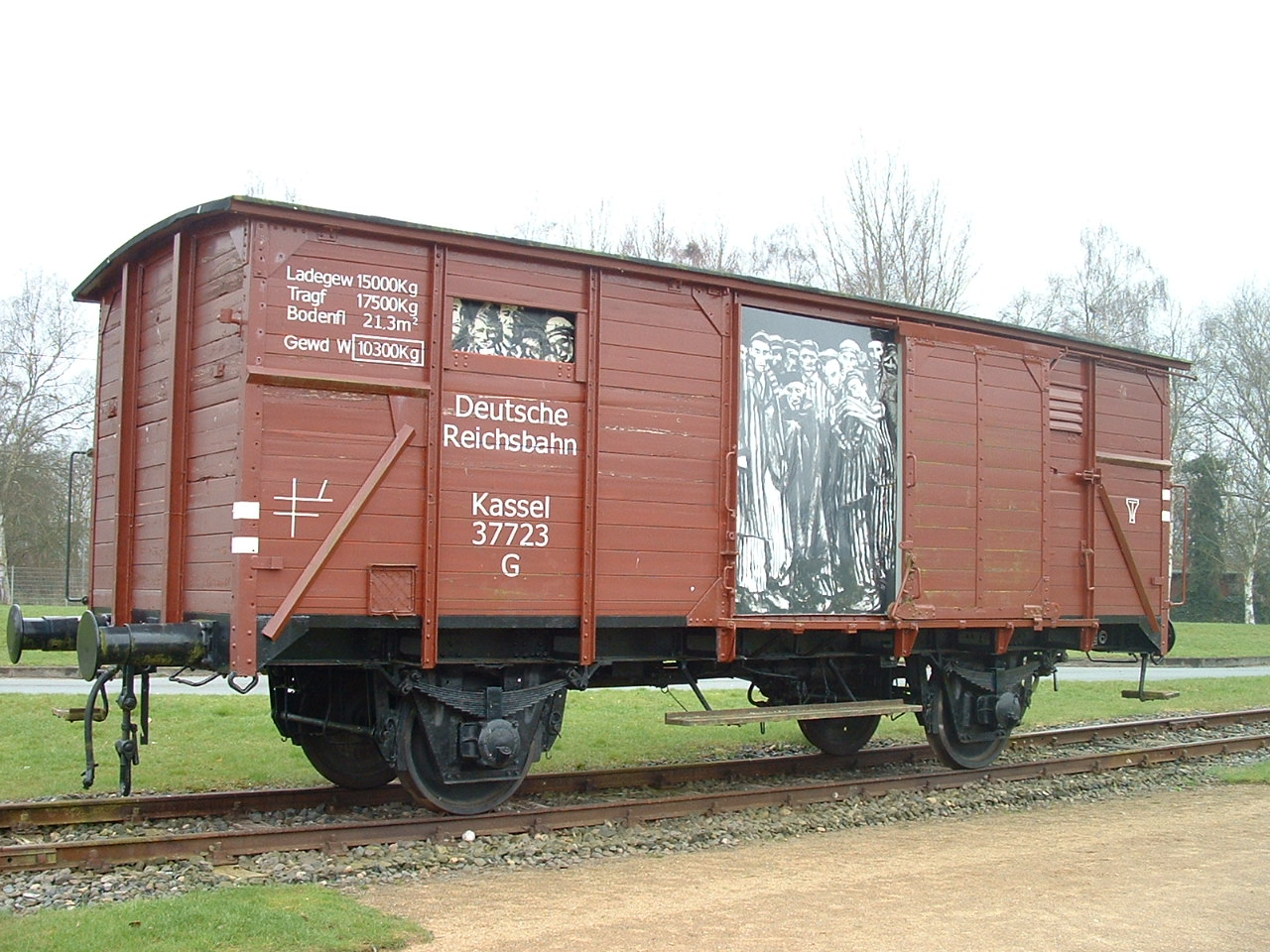
Vagó reconstruït idèntic a l'original del memorial de Neuengamme dins del qual eren transportats els deportats durant la Segona Guerra Mundial.

Un cop acabada la seva carrera esportiva, Muç Miquel milita i s'afilia al PSUC i al Partit Comunista. Marxa a viure a Perpinyà, d'on és la seva esposa, Marie Gubert, i on el 1930 té el seu primer fill, Robert Miquel. Un cop els nazis envaeixen França durant la Segona Guerra Mundial, Muç Miquel s'uneix als Franc-Tireurs et Partisans Français (FTPF), l'òrgan de la Resistència francesa creat pel Partit Comunista, on actua sota el pseudònim "Roca".
La matinada del 10 d'abril de 1944, és arrestat per la Gestapo i, després de ser durament interrogat, és transferit al camp de trànsit de Compiègne, des d'on, el 21 de maig del mateix any, és enviat amb altres 194 republicans espanyols al camp de concentració de Neuengamme, on rep el número de pres 30257.
Els britànics alliberen el camp el 2 de maig de 1945; però Muç, massa debilitat, no està en condicions d'iniciar el retorn a casa i és hospitalitzat a l'hospital de Lübtheen. Quan les tropes aliades han d'abandonar l'hospital per seguir els combats, el posen a càrrec de personal alemany, qui emmetzina el menjar dels hospitalitzats i n'assassinen una vintena, entre els quals Muç.
La seva data de defuncio és incerta. Al llibre Le Livre mémorial de la déportation s'hi indica el 23 de maig; segons l'esposa del difunt, fou el 27; i, segons Lluita (l'òrgan del PSUC a França), l'endemà.

## Reconeixement i homenatges pòstums
A França, Muç MIquel ha sigut objecte de diversos reconeixements. El 18 de gener de 1996, el Diari Oficial de la República Francesa publica un decret del 27 d'octubre de 1995 que permet la col·locació de la menció "Mort en deportació" en el certificat de defunció de Muç Miquel. A Perpinyà, un carrer porta el nom "Mucio Miquel" en el seu homenatge.
A Catalunya i Espanya ha sigut llargament oblidat i només ha tingut cert ressò arran d'articles relacionats amb la Volta a Catalunya.

## Palmarès
- 1923
  - 1r al Campionat Català de Ciclisme i cinquè a la Volta a Catalunya
- 1924
  -  1r a la Volta a Catalunya i vencedor de 2 etapes
- 1925
  -  1r a la Volta a Catalunya i vencedor d'una etapa
- 1927
  -  Campió d'Espanya de ciclisme en ruta
  - 1r a la Volta a Astúries i vencedor d'una etapa
- 1928
  - 1r a la Clàssica d'Ordizia